# Slopi
Koordinati:   46°14′26″N, 14°52′31″ESlopi (925 mnm) je prelaz na višini 925 pod Menino planino v vzhodnem delu Kamniško-Savinjskih Alpah.
Prek prelaza Slopi na Farovški ravni je bil nekdaj pomemben prehod med Tuhinjsko in  Gornjo Savinjsko dolino, ki pa je v sedanjem času izgubil nekdanjo prometno veljavo. Sedaj je tukaj le še pomembno križišče planinskih poti iz Šmartnega ob Dreti preko prelaza Lipa ter Špitaliča in Motnika na Menino planino. Na širšem območju omenjenih planin so se odvijali številni boji. Eden izmed bojev za Menino planino se je odvijal tudi na Farovški ravni. Nad kmetijo Slopnik je ob planinski poti na Menino planino postavljen spomenik dvanajstim padlim partizanom.

## Dostopi
Dostop do prelaza Slopi je mogoč:
- iz Špitaliča po lokalni cesti  - 6 km
- iz prelaza Lipa po gozdni cesti - 3 km
- iz Motnika po planinski poti 1 ura 20 min
- prehod do Doma na Menini planini (1453m) - 2 uri